# Eugène-Stanislas Le Senne
Eugène-Stanislas Le Senne, né le 27 septembre 1866 à Saint-Pierre-Quiberon et mort le 14 mars 1937, est un prélat français, chevalier de la Légion d'honneur, évêque de Beauvais, Noyon et Senlis de 1915 à 1937.

## Biographie
Eugène-Stanisles Le Senne est ordonné prêtre pour le diocèse de Vannes le 20 décembre 1890, lors des Quatre-Temps de l'hiver. Il devient vicaire général à Vannes.
Il est nommé évêque de Beauvais le 1er juin 1915, et consacré évêque le 10 août 1915 par l'évêque de Vannes.
On le voit apparaître aux côtés du préfet de l'Oise pour la commémoration en 1917 des représailles allemandes contre la ville de Senlis le 2 septembre 1914 : des maisons incendiées et six otages fusillés, dont le maire, Eugène Odent. 

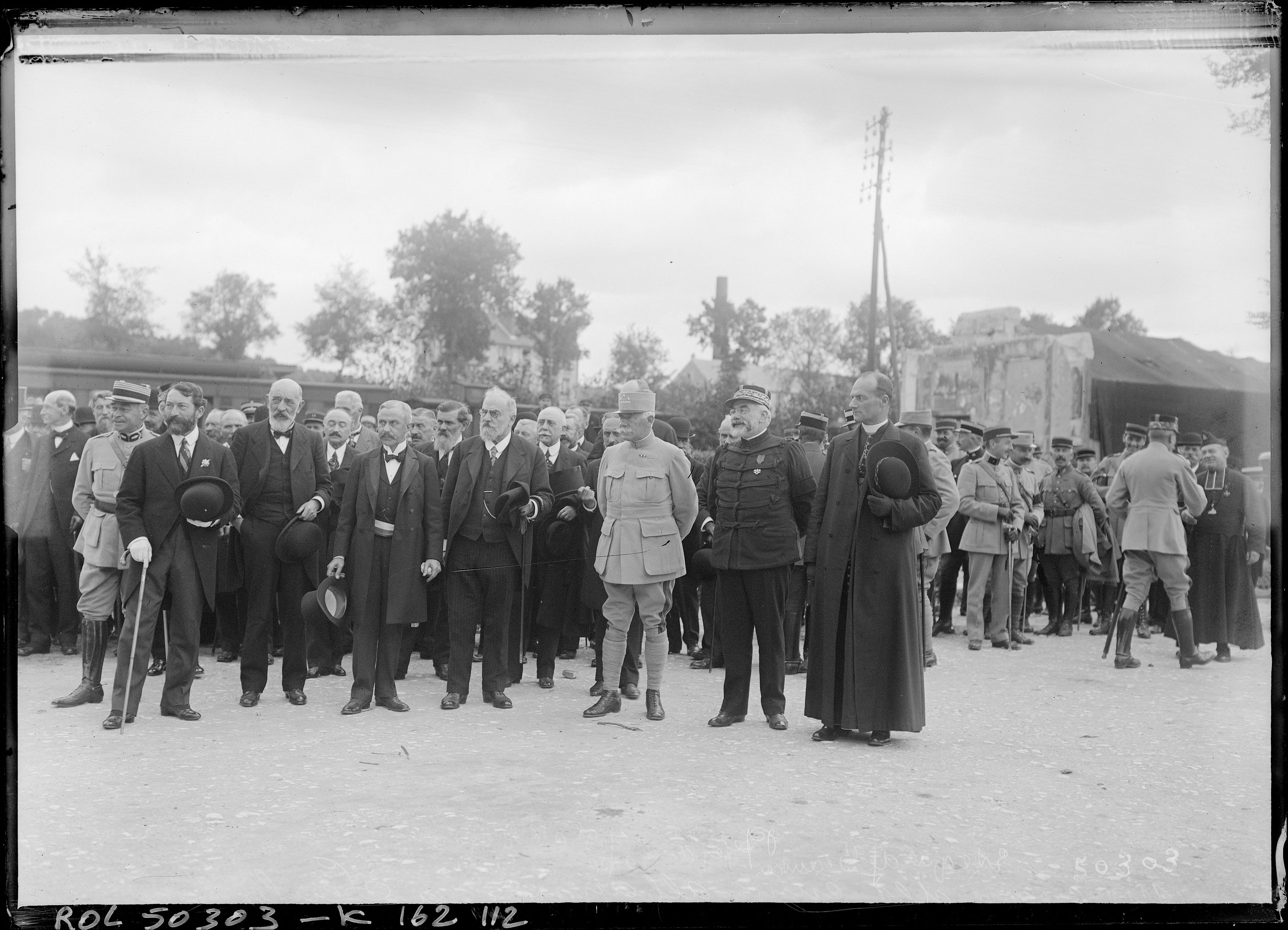
Commémoration en 1917 des représailles du 2 septembre 1914 - Eugène-Stanislas Le Senne à droite

Il meurt en Bretagne le 14 mars 1937 à l'occasion d'un voyage pour célébrer la messe anniversaire du décès de son frère, également ecclésiastique.

## Galerie

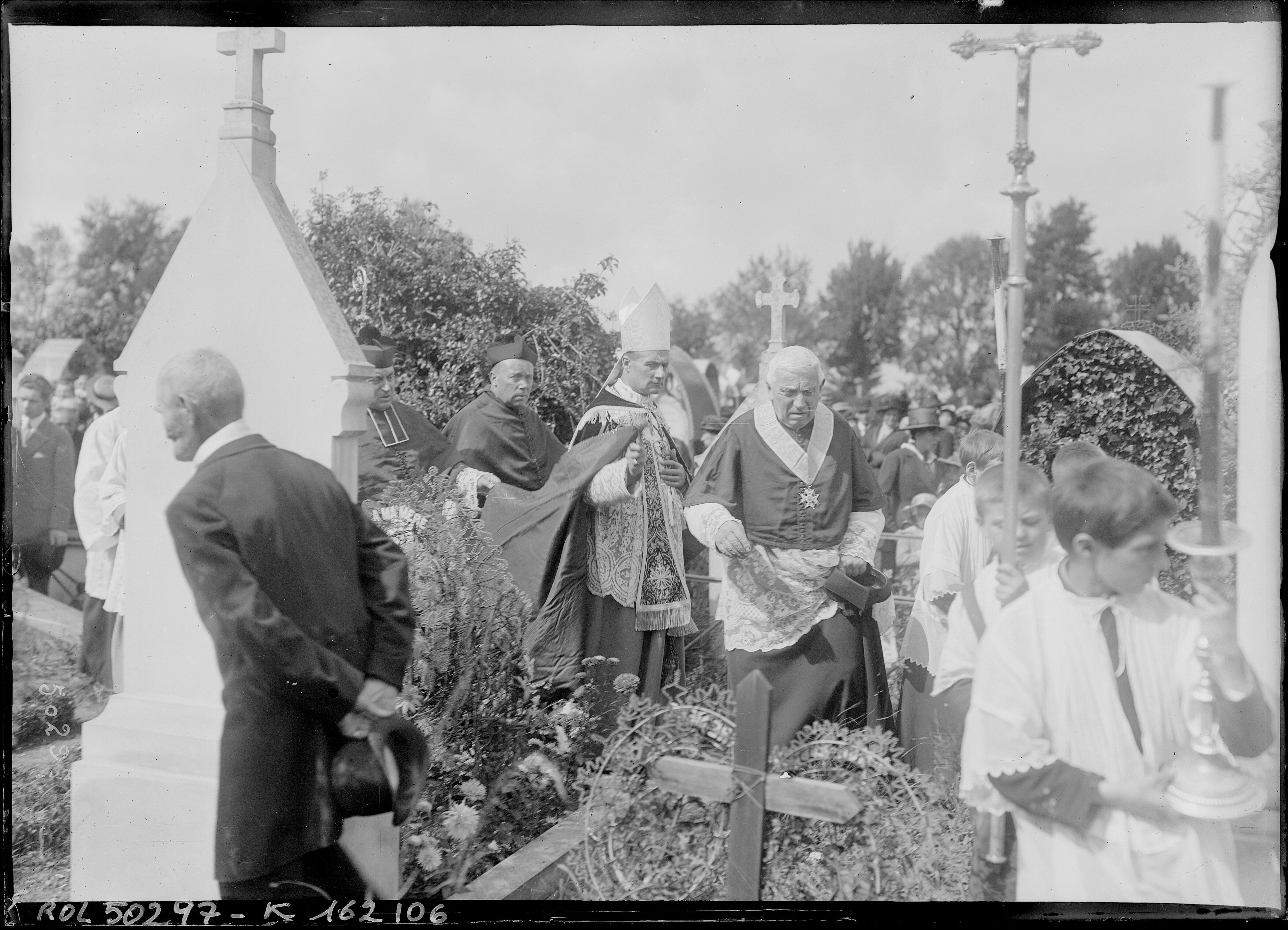
Au cimetière de Senlis, le 2 septembre 1917
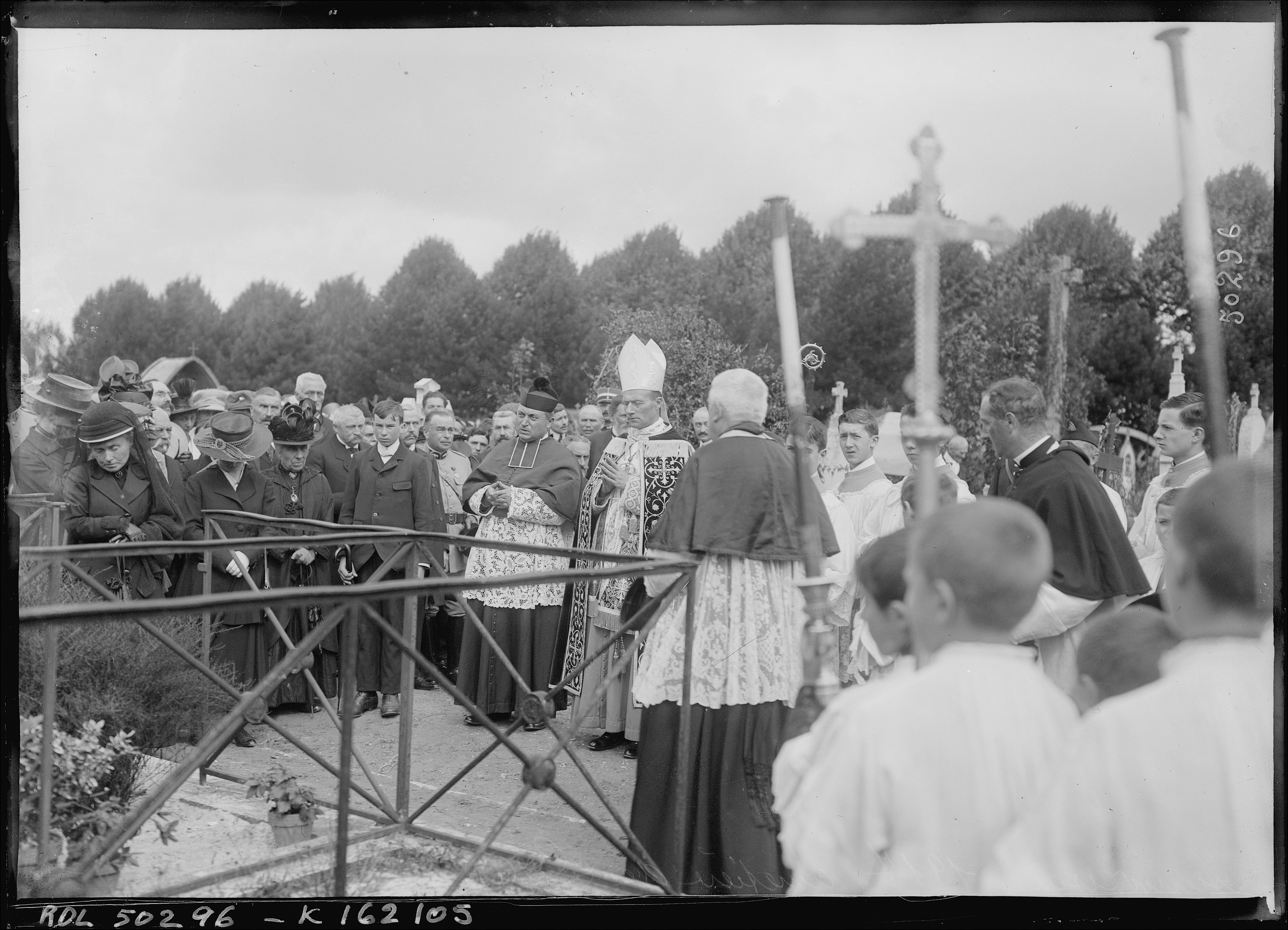
Au cimetière de Senlis, le 2 septembre 1917
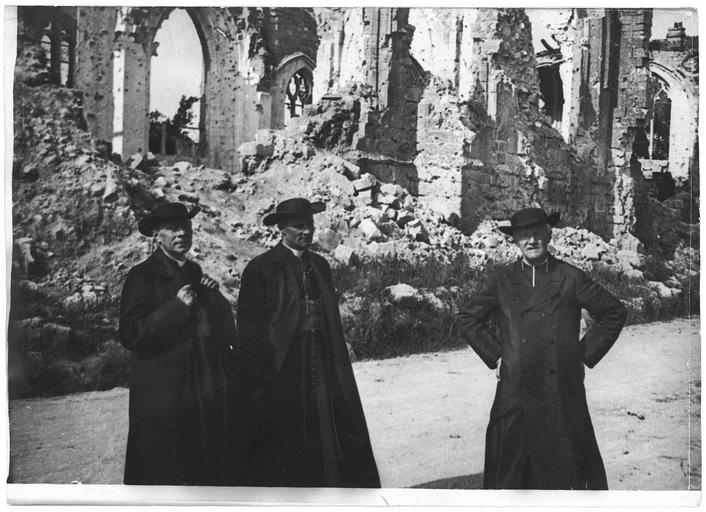
Visite des ruines de l'église de Lassigny, le 4 juillet 1917
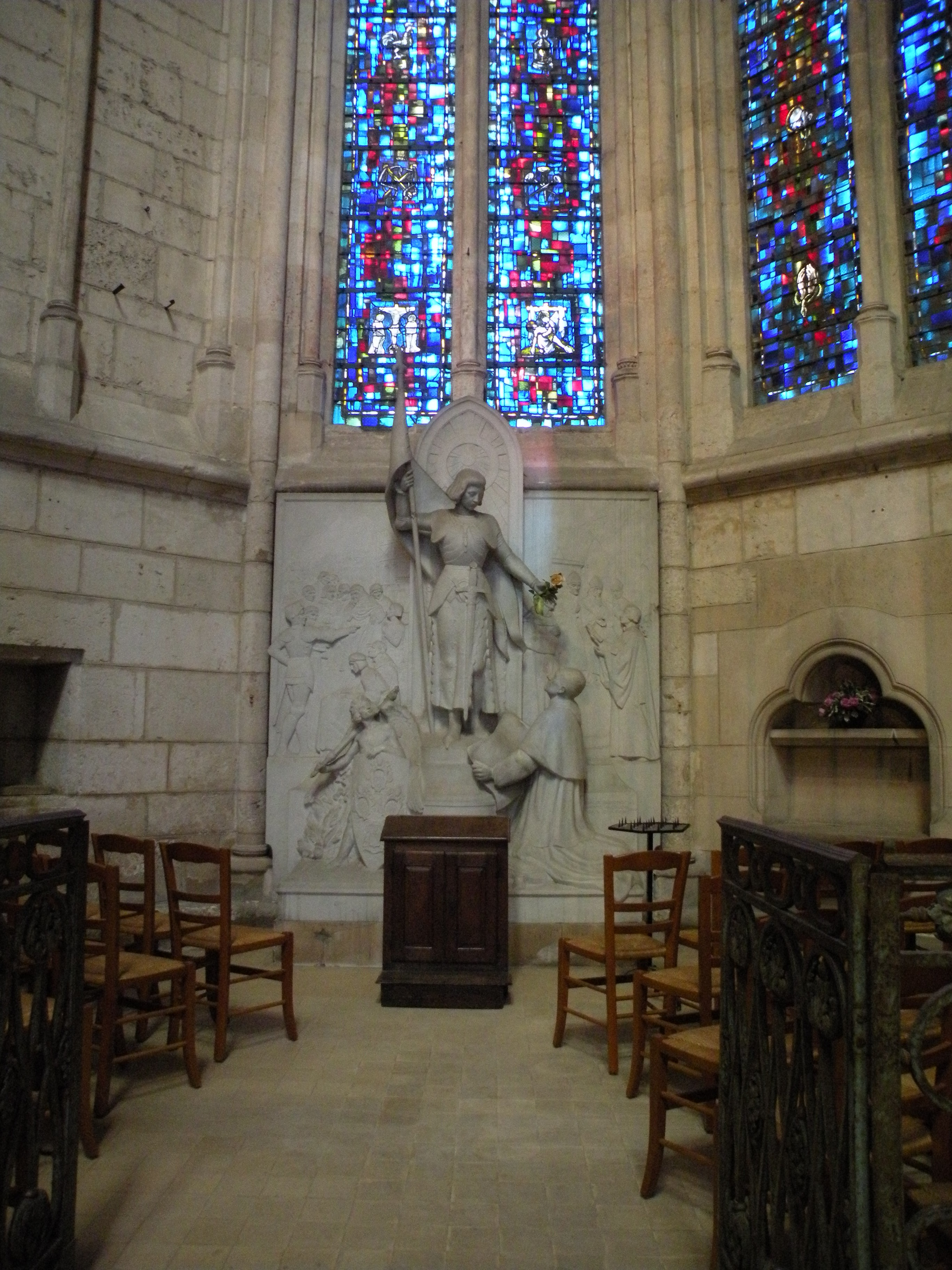
Chapelle Sainte-Jeanne d'Arc dans la cathédrale de Beauvais, avec  Eugène-Stanislas Le Senne à genoux à ses pieds, par Charles Desvergnes
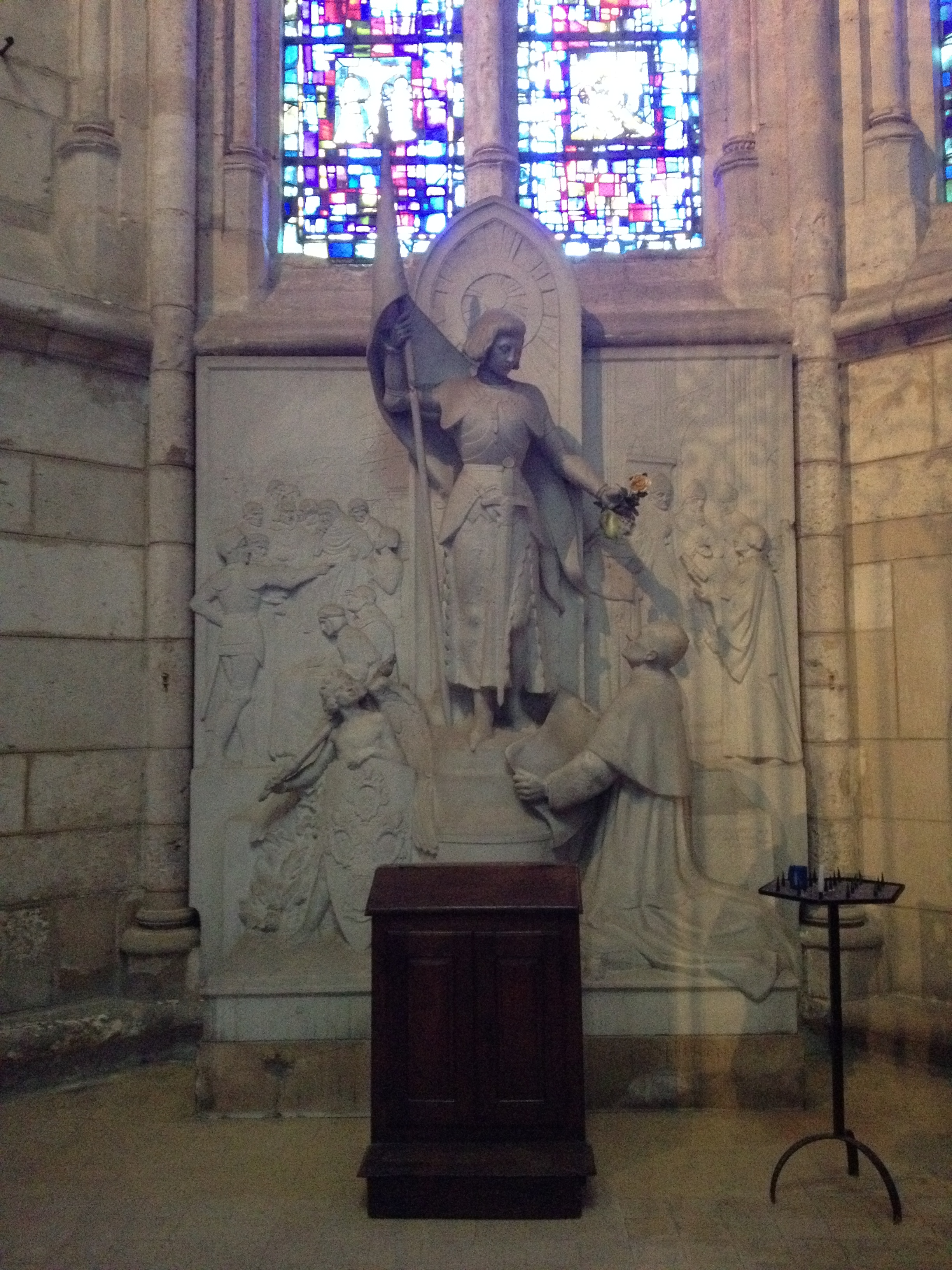
Chapelle Sainte-Jeanne d'Arc, de plus près
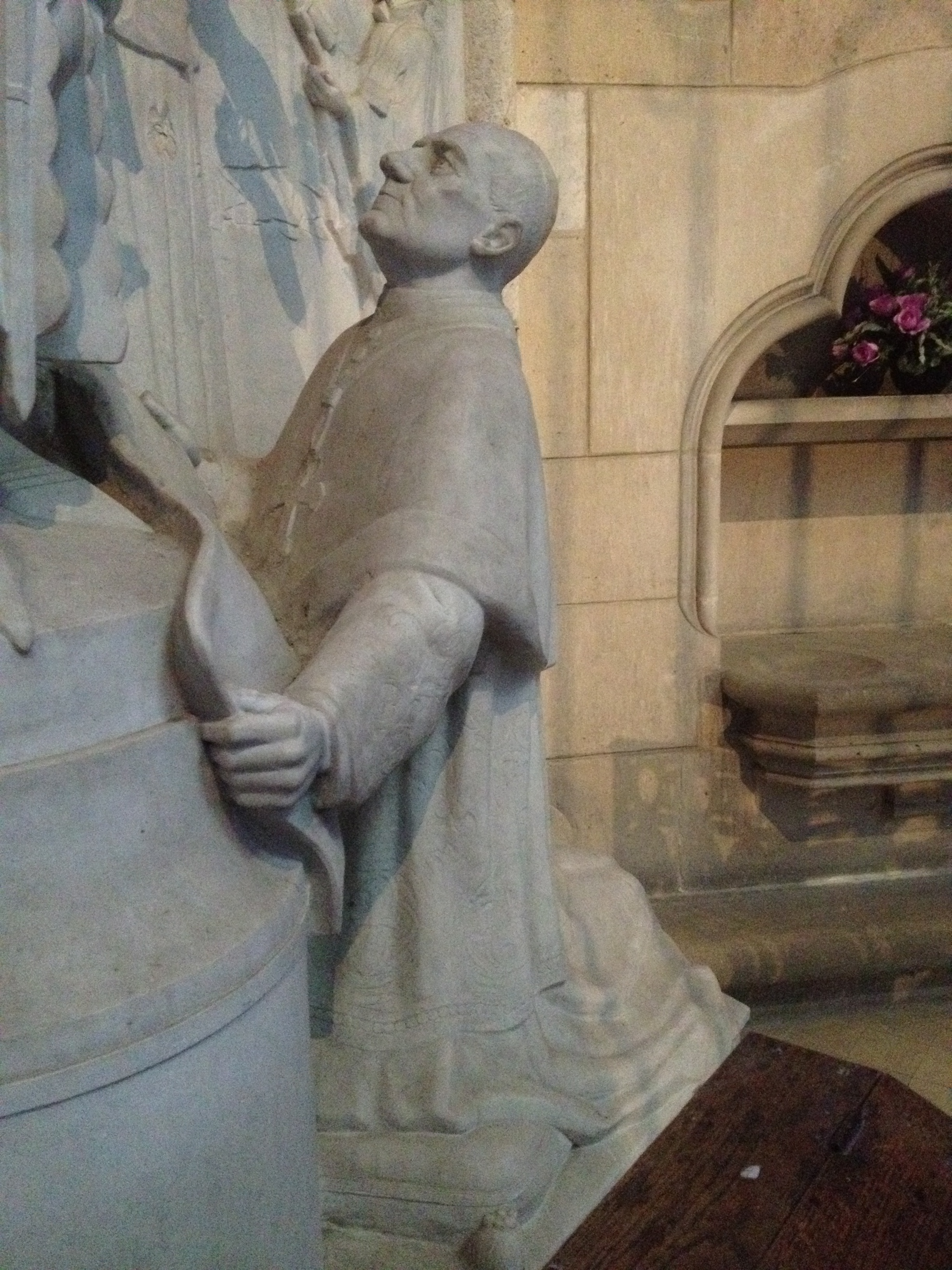
Détail de Eugène-Stanislas Le Senne aux pieds de Sainte Jeanne d'Arc
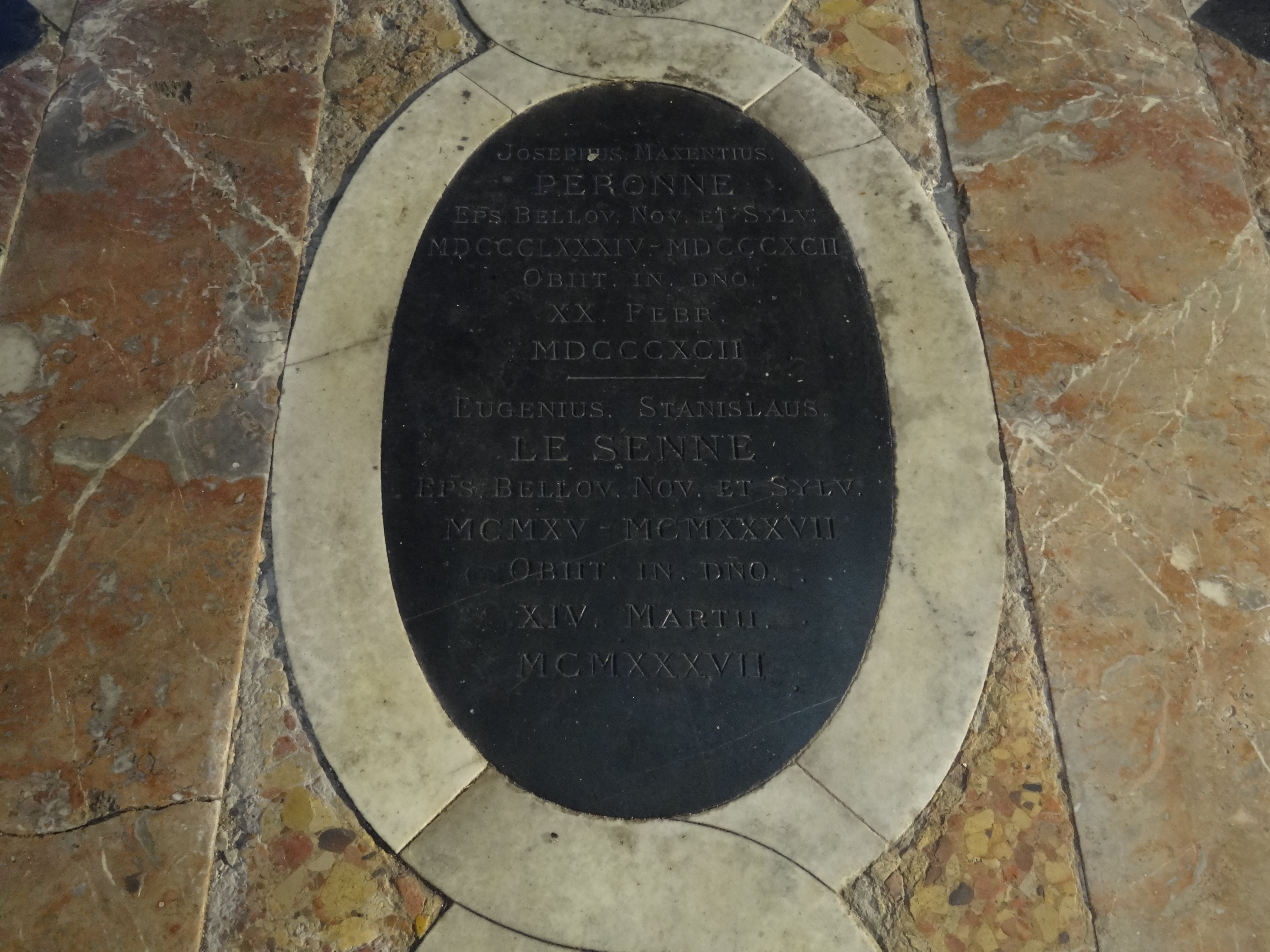
La tombe d'Eugène-Stanislas Le Senne dans le chœur de la cathédrale de Beauvais.

## Ouvrages
- Lettre pastorale (n° 1) et mandement de Mgr l'évêque de Beauvais... [Le Senne] à l'occasion de son entrée dans son diocèse. (15 août 1915.), Vannes, impr. de Galles, 1915, 16 p., In-4° (BNF 33776605)
- La révérende Mère Marie-Thérèse, première supérieure générale de la Congrégation des Petites servantes de Marie Immaculée, à Gaudechart (Oise). Origines de la congrégation, Abbeville, F. Paillart, 1916, IV-181 p. -[4] f. de pl., 19 cm (BNF 30802433)
- Lettre pastorale de monseigneur l'évêque de Beauvais, Noyon et Senlis... sur l'encyclique «Quas primas», instituant la fête du Christ-Roi. Et Mandement pour le carême de l'an de grâce 1926, Beauvais, Coisel, 1926, paginé 27-55, in-8° (BNF 33776608)
- L'Église catholique en France et la "Constitution civile du clergé"  (Discours prononcé, le 24 novembre 1926, en l'église Saint-Sulpice de Paris, le dernier jour du triduum, en l'honneur des martyrs de septembre 1792), Beauvais, 1927, 16 p., In-8° (BNF 30802432)
- Lettre circulaire de Mgr l'évêque de Beauvais, Noyon et Senlis au clergé de son diocèse sur l'instruction chrétienne de l'enfance et de la jeunesse, Beauvais, Coisel, 1936, paginé 535-544, In-8° (BNF 33809754)
- Lettre pastorale de Mgr l'évêque de Beauvais, Noyon et Senlis au clergé et aux fidèles de son diocèse à l'occasion de la nouvelle année, Beauvais, Coisel, 1937, 12 p., In-8° (BNF 33809753)
- Lettre pastorale de Mgr l'évêque de Beauvais, Noyon et Senlis au clergé et aux fidèles de son diocèse sur l'apostolat religieux des laïques. I. - Nature et obligation. Et Mandement pour le carême de l'an de grâce 1937, Beauvais, Coisel, 1937, paginé 15 à 32, In-8° (BNF 33809755)